# Льондек-Здруй (гміна)
Гміна Льондек-Здруй (пол. Gmina Lądek-Zdrój) — місько-сільська гміна у південно-західній Польщі. Належить до Клодзького повіту Нижньосілезького воєводства.
Станом на 31 грудня 2011 у гміні проживало 8791 особа.

## Площа
Згідно з даними за 2007 рік площа гміни становила 117.40 км², у тому числі:
- орні землі: 43.00%
- ліси: 49.00%

Таким чином, площа гміни становить 7.14% площі повіту.

## Населення
Станом на 31 грудня 2011:
| Опис     | Загалом | Загалом | Чоловіки | Чоловіки | Жінки | Жінки |
| -------- | ------- | ------- | -------- | -------- | ----- | ----- |
| одиниця  | осіб    | %       | осіб     | %        | осіб  | %     |
| все      | 8791    | 100     | 4157     | 47.29    | 4634  | 52.71 |
| міське   | 6081    | 100     | 2817     | 46.32    | 3264  | 53.68 |
| сільське | 2710    | 100     | 1340     | 49.45    | 1370  | 50.55 |

## Сусідні гміни
Гміна Льондек-Здруй межує з такими гмінами: Бистшиця-Клодзька, Клодзко, Строне-Шльонські, Злоти Сток.